# Adam West
William West Anderson (Walla Walla, Washington, 19 de septiembre de 1928-Los Ángeles, 9 de junio de 2017), más conocido como Adam West, fue un actor estadounidense reconocido por su interpretación de Batman en la serie homónima de los años 60.

## Trayectoria

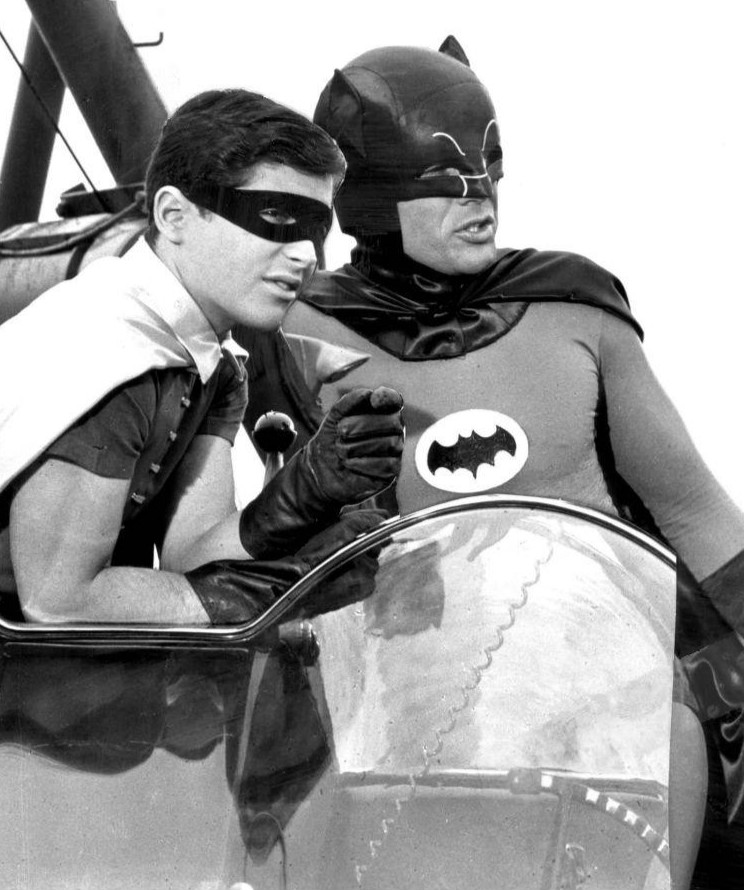
West caracterizando a Batman junto a Burt Ward, en el papel de Robin, en las filmaciones de la teleserie de la década de los sesenta.

### Batman
En los años sesenta, varias de sus interpretaciones en películas y series llamaron la atención de William Dozier, e hizo una audición para el papel del hombre murciélago en la serie Batman. West declaró que por esa época también le habían pedido interpretar al agente secreto James Bond para reemplazar a Sean Connery, pero decidió rechazar la oferta. La serie fue un éxito internacional durante los dos años en que se transmitieron capítulos originales y hasta la actualidad, en incontables reposiciones.
Tras el final de la serie, West tuvo problemas para alejarse del personaje que le dio la fama; el público lo identificaba fuertemente con Batman y quedó confinado al mismo. Incluso su convincente interpretación protagonista en The Girl Who Knew Too Much, como el cínico tipo duro Johnny Cain, quedó oscurecida por la sombra del murciélago.[cita requerida]

### Últimas actuaciones

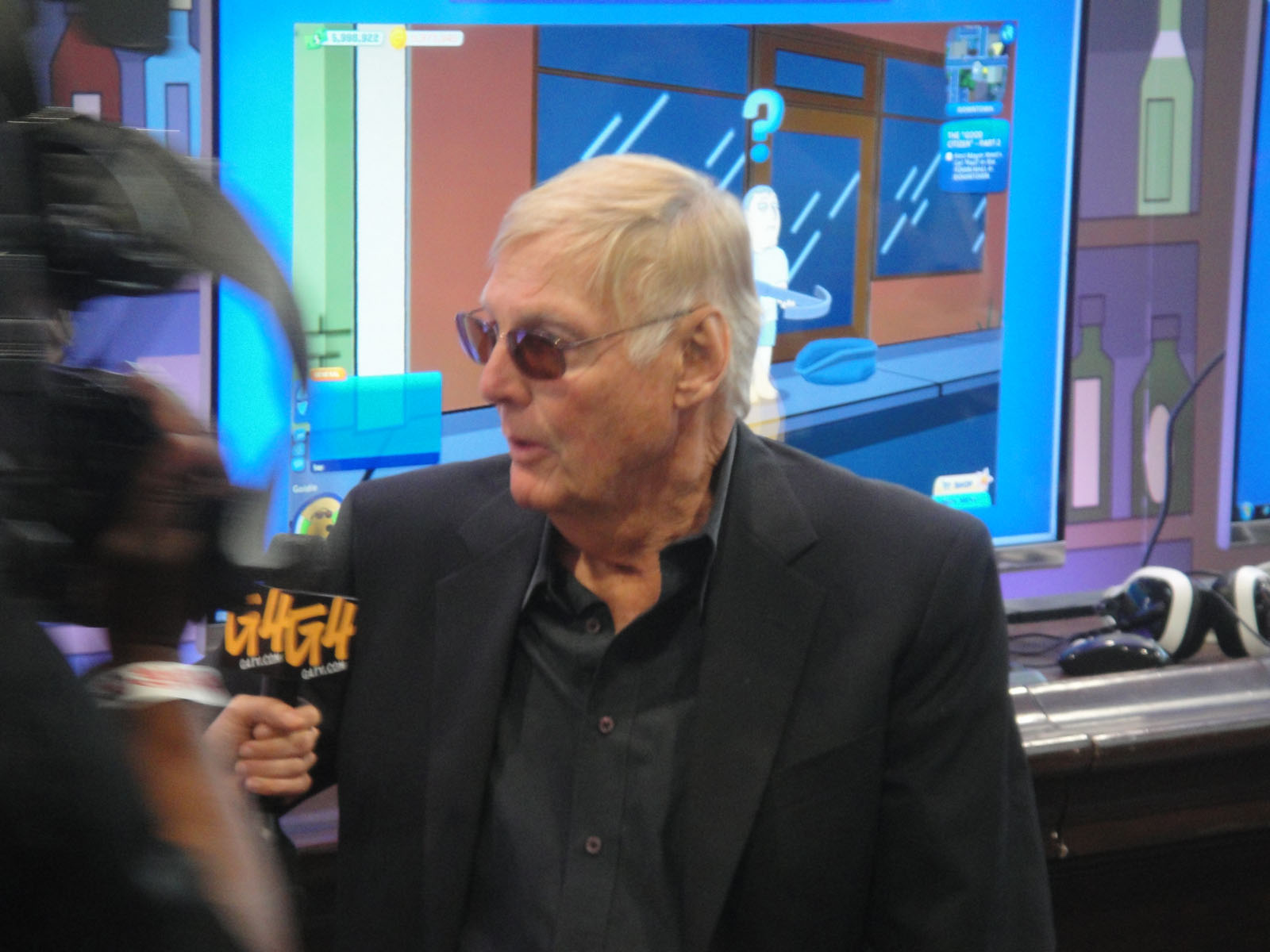
Adam West durante un evento de Padre de familia en el año 2012

West trabajó como actor de voz en distintas series y películas animadas, entre las que se encuentran Los padrinos mágicos, Chicken Little, Meet the Robinsons y Penn Zero: Part-Time Hero, entre otras. En este ámbito, destacó sobre todo por su papel del alcalde Adam West en Padre de familia.[cita requerida]

## Fallecimiento
Su deceso se produjo el 9 de junio de 2017, a los 88 años de edad, luego de una corta lucha contra la leucemia.

## Filmografía
| Año       | Título                                         | Personaje                    | Notas                                                    |
| --------- | ---------------------------------------------- | ---------------------------- | -------------------------------------------------------- |
| 1962      | Geronimo                                       |                              | Actor                                                    |
| 1964      | Bewitched, 1.ª temporada («Love Is Blind»)     | Kermit (amigo de la familia) | Actor                                                    |
| 1965      | Los cuatro implacables                         |                              | Actor                                                    |
| 1966-1968 | Batman                                         | Bruce Wayne/Batman           | Actor                                                    |
| 1966      | Batman                                         | Bruce Wayne/Batman           | Actor                                                    |
| 1992      | Batman: La serie animada                       | Simon Trent/Fantasma Gris    | Voz                                                      |
| 1992      | Los Simpson                                    | Él mismo                     | Voz/estrella invitada                                    |
| 1995      | Las aventuras de Pete y Pete                   | Director Swinger             | Actor                                                    |
| 1997      | Johnny Bravo                                   | Él mismo                     | Voz/estrella invitada                                    |
| 1999      | Muérete, bonita                                | Él mismo                     |                                                          |
| 2000-2017 | Padre de familia                               | Alcalde Adam West            | Voz                                                      |
| 2003-2017 | Los padrinos mágicos                           | Él mismo/GatoMan             | Voz                                                      |
| 2003      | El regreso a la baticueva                      | Él mismo                     |                                                          |
| 2005      | Chicken Little                                 | Ace/Chicken Little Hollywood | Voz                                                      |
| 2007      | Meet the Robinsons                             | Tío Art                      | Voz                                                      |
| 2007      | Sexina: Popstar P.I.                           | The Boss                     |                                                          |
| 2008      | Ratko: The Dictator's Son                      | Kostka Volvic                |                                                          |
| 2010      | Batman: The Brave and the Bold                 | Thomas Wayne                 | Voz                                                      |
| 2014      | Penn Zero: Part-Time Hero                      | Capitán Super Capitán        | Voz                                                      |
| 2016      | The Big Bang Theory                            | Él mismo                     | Temporada 9, episodio 17                                 |
| 2016      | Batman: El retorno de los cruzados encapotados | Bruce Wayne/Batman           | Voz                                                      |
| 2017      | Lego Batman, la película                       | Bruce Wayne/Batman           | Cameo, escena de la serie de los sesenta (sin acreditar) |
| 2023      | The Flash                                      | Bruce Wayne/Batman           | Cameo póstumo y sin acreditar                            |